# Sĩ Ưởng
Sĩ Ưởng (chữ Hán: 士鞅, bính âm: Shì Yǎng) hay Phạm Ưởng (范鞅), tức Phạm Hiến tử (范献子), là vị tông chủ thứ tư của họ Phạm, một trong lục khanh nước Tấn thời Xuân Thu trong lịch sử Trung Quốc.
Sĩ Ưởng là con của Sĩ Mang, tức Phạm Tuyên tử, vị tông chủ thứ ba của họ Phạm.

## Xung đột với họ Loan
Năm 559 TCN, Tấn Điệu công hội 13 nước chư hầu là Tề, Tống, Lỗ, Vệ, Trịnh, Tào, Cử, Chu, Đằng, Tiết (薛), Kỉ, Tiểu Chu (小邾) đánh nước Tần, Sĩ Ưởng cùng phụ thân là Sĩ Mang cũng tham gia vào trận chiến. Khi ra trận, Sĩ Ưởng cùng Loan Châm mang quân tấn công vào đại doanh của quân Tần, Loan Châm tử trận. Con của Loan Châm xúi Loan Yểm (tức Loan Hoàn tử, anh Loan Châm lúc đó làm Hạ quân tướng, đã lấy em gái Sĩ Ưởng là Phạm Kì) đổ tội cho Sĩ Ưởng, bắt Sĩ Mang giết Sĩ Ưởng, Sĩ Ưởng trốn ở nước Tần, từ đó cũng nảy sinh oán hận với họ Loan. Sau Sĩ Ưởng thuyết phục Tần Cảnh công cho mình về nước, Cảnh công nghe theo.
Năm 556 TCN, Tề Linh công lấn chiếm biên giới phía bắc nước Lỗ. Tấn Bình công sai cha con Sĩ Ưởng và Tuân Yển tập hợp quân các nước chư hầu đánh Tề, giành thắng lợi.
Năm 552 TCN, Loan Yểm chết, con của Loan Yểm với Phạm Kì (con Sĩ Mang, chị Sĩ Ưởng) là Loan Doanh lên thế tập.
Sĩ Ưởng vốn mang lòng thù oán họ Loan, bèn gièm pha với Tấn Bình công rằng Loan Doanh có ý làm phản, Loan Doanh sợ tội bèn chạy sang nước Tề, nương nhờ Tề Trang công.
Năm 550 TCN, Tề Trang công giúp quân cho Loan Doanh lẻn về thành Khúc Ốc; vua Tề mang quân theo sau, tiến tới núi Thái Hàng, vào Mãnh Môn.
Loan Doanh tập hợp lực lượng ở thành Khúc Ốc. Nhiều người trong thành Khúc Ốc ủng hộ Loan Doanh. Loan Doanh ngầm sai người về Giáng đô nhờ Ngụy Thư giúp làm nội ứng.
Tháng 4 năm 550 TCN, Loan Doanh mang quân đánh úp Giáng đô. Giáng đô không kịp phòng bị nên thất thủ. Sĩ Mang đưa Tấn Bình công chạy sang Cố cung. Sĩ Ưởng dò biết Ngụy Thư định giúp cho Loan Doanh, tìm cách ngăn trở khiến Ngụy Thư bị giữ chân trong triều, không thể ra mặt điều quân giúp họ Loan.
Dưới trướng Loan Doanh có vũ sĩ Đốc Nhung rất khỏe. Đầy tớ của Sĩ Mang là Phi Báo đang bị tù tội, xin được xóa án để ra đánh Đốc Nhung. Sĩ Mang nhận lời. Phi Báo ra đánh với Đốc Nhung một lúc rồi vờ thua chạy, nhằm bức tường nhảy qua núp chờ. Đốc Nhung hăng hái nhảy qua tường tìm Phi Báo, bị Phi Báo đâm từ phía sau chết tại trận.
Nhân lúc quân Loan Doanh nhụt chí, cha con Sĩ Mang điều quân ra đánh. Loan Doanh bại trận, bỏ chạy về Khúc Ốc cố thủ. Cha con Sĩ Mang và Ngụy Thư mang quân đánh Khúc Ốc.
Được hơn 1 tháng, quân Tấn hạ được thành Khúc Ốc, diệt tộc họ Loan.
Năm 548 TCN, Sĩ Mang qua đời, Sĩ Ưởng lên thế tập ngôi thủ lĩnh họ Loan, được phong Hạ quân tá.

## Nhận của đút lót
Năm 517 TCN, Lỗ Chiêu công mâu thuẫn với các họ quý tộc trong nước, bị Quý tôn Ý Như đuổi, phải bỏ chạy sang nước Tề. Năm 516 TCN, Vệ Linh công và Tống Cảnh công sai sứ sang Tấn, đề nghị vua Tấn giúp Lỗ Chiêu công trị tội họ Quý. Quý tôn Ý Như bèn sai sứ sang đút lót cho Sĩ Ưởng nhờ giúp. Sĩ Ưởng tâu với Tấn Khoảnh công rằng họ Quý không có lỗi. Vì vậy nước Tấn không giúp Lỗ Chiêu công.
Năm 511 TCN, thấy Tấn Định công lại muốn giúp Lỗ Chiêu công về nước, Quý tôn Ý Như tiếp tục đến đút lót cho Sĩ Ưởng và Tuân Lịch, các đại phu nước Tấn lại nói giúp họ Quý nên Tấn Định công cũng không giúp Lỗ Chiêu công, khiến vua Lỗ đến hết đời vẫn không được về nước. 

## Chính khanh nước Tấn
Năm 509 TCN, Chính khanh Trung quân tướng nước Tấn là Ngụy Thư triệu tập các đại phu xây thành cho nhà Chu, trên đường về thì bệnh mất, Sĩ Ưởng lên kế tập làm Chính khanh Trung quân tướng.
Năm 506 TCN, Sái Chiêu công không chấp nhận hối lộ tướng quốc nước Sở là Nang Ngõa, bị bắt giữ 3 năm, nên oán Nang Ngõa, xin Tấn Định công đem quân giúp mình đánh Sở. Sĩ Ưởng hội chư hầu ở Chiêu Lăng định đánh Sở, tuy nhiên đại phu Tuân Dần (Trung Hàng Dần) lại đòi hối lộ Sái Chiêu công, vua Sái không chịu, Tuân Dân bèn khuyên Sĩ Ưởng không nên đánh Sở, Sĩ Ưởng từ tạ Sái Chiêu công rồi rút quân về.
Năm 502 TCN, Sĩ Ưởng đem quân đánh nước Trịnh và nước Vệ.
Năm 501 TCN, Sĩ Ưởng qua đời. Con ông là Sĩ Cát Xạ lên thế tập.